# Isparta (prowincja)
Isparta – prowincja położona w południowo-zachodniej Turcji. Sąsiaduje z prowincjami Afyonkarahisar, Burdur, Antalya i Konya. Zajmuje powierzchnię 8993 km², którą zamieszkuje od 420 796 osób (2009). Stolicą prowincji jest miasto Isparta.

## Dystrykty
Prowincja jest podzielona na 13 dystryktów. Centralny jest zaznaczony wytłuszczeniem.
- Aksu
- Atabey
- Eğirdir
- Gelendost
- Gönen
- Isparta
- Keçiborlu
- Şarkikaraağaç
- Senirkent
- Sütçüler
- Uluborlu
- Yalvaç
- Yenişarbademli